# Sofiane Benbraham
Sofiane Ben Braham est un footballeur franco-algérien né le 1er février 1990 à Montfermeil. Il évolue au poste d'arrière gauche à l'USM El Harrach.

## Biographie
Formé à l'AC Amiens, il joue ensuite au Red Star puis de nouveau dans son club formateur. 
Il rejoint en 2014 le club algérien du MC Alger. Il inscrit son premier but dans le championnat d'Algérie le 28 mars 2015 face à la JS Kabylie.

## Palmarès
- Vainqueur du Groupe A de CFA2 en 2011 avec l'AC Amiens.